# Cardamine plumierii
Cardamine plumierii är en korsblommig växtart som beskrevs av Dominique Villars. Cardamine plumierii ingår i släktet bräsmor, och familjen korsblommiga växter. Inga underarter finns listade i Catalogue of Life.